# Boven-Okavorstendommen

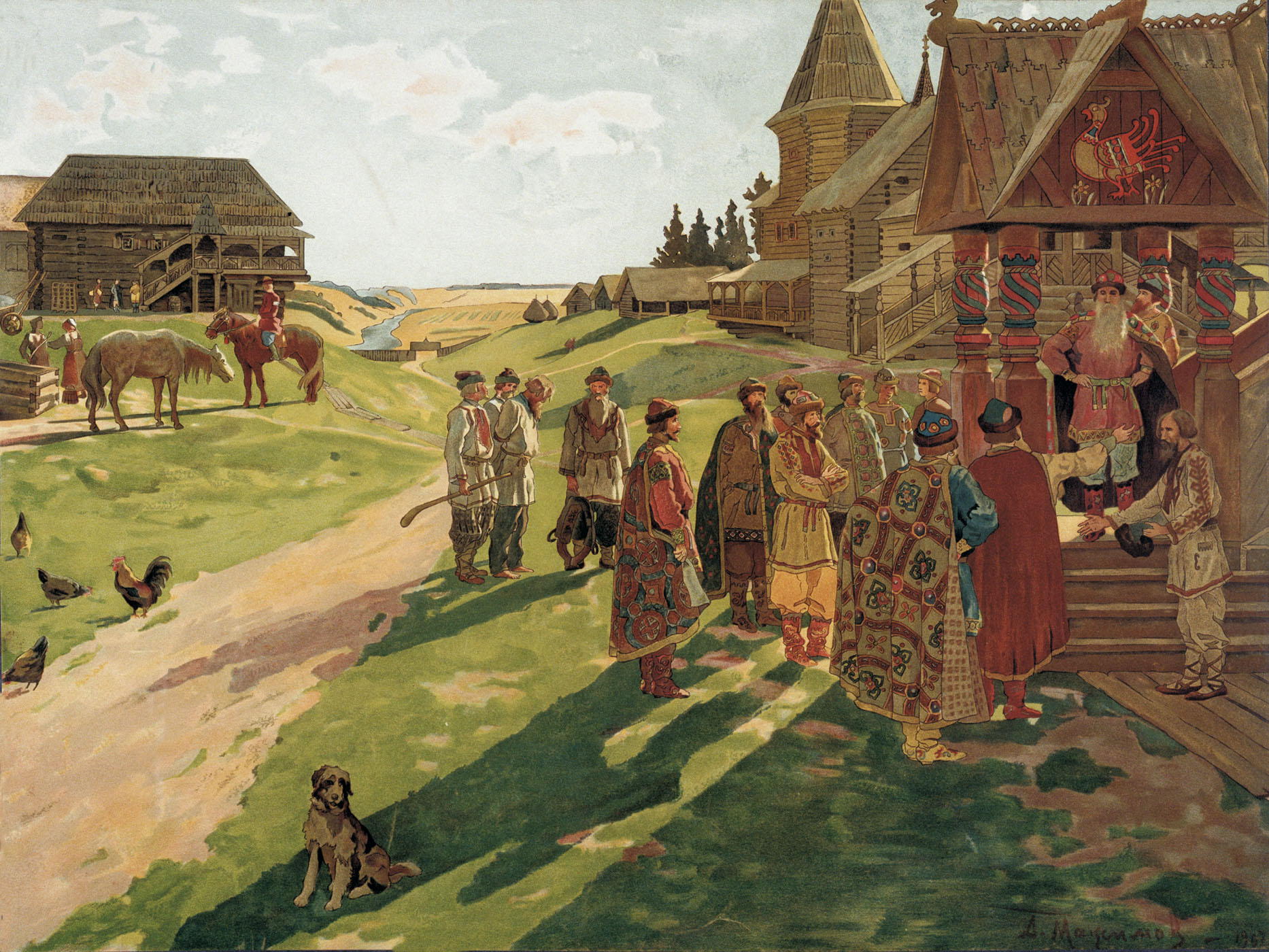
Middeleeuws vorstenlandgoed in Rusland, Aleksej Maksimov

De Boven-Okavorstendommen (Russisch: Верховские княжества; Verchovskië knjazjestva) is een benaming die in de traditionele Russische geschiedschrijving wordt gebruikt voor een tiental kleine en kortstondige vorstendommen aan de bovenloop van de Oka. Deze gebieden bevinden zich nu aan de rand van de Russische oblasten Toela en Kaloega.
In de 12e en 13e eeuw vormden de vorstendommen onderdeel van het eens machtige vorstendom Tsjernigov. Na de Mongoolse invasie in Rusland in de 13e eeuw viel dit vorstendom vanaf het einde van de 14e eeuw langzaam uiteen en werden haar oedely (apanages) langzamerhand semi-onafhankelijke vorstendommetjes, die allemaal door afstammelingen van Michaël van Tsjernigov werden geregeerd. Deze kleine vorstendommen lagen ingeklemd tussen twee alsmaar uitbreidende rijken, het machtige grootvorstendom Litouwen in het westen en het eveneens steeds sterker wordende Moskou in het noorden, en werden dan ook voortdurend gedwongen om zich te binden aan een van hen. Het bondgenootschap dat het grootvorstendom Litouwen sloot met het rooms-katholieke Polen zorgde voor een omschakeling van de machtsbalans in het gebied. Begin 15e eeuw waren al deze rijkjes gedwongen tot het betalen van schatting aan de vorsten van Litouwen. Waar sommige van hen volledig hun autoriteit verloren, konden andere hun interne autonomie en heersende dynastieën volledig behouden. Zo onthield grootvorst Casimir IV zich van bemoeienis met het interne bestuur van de vorstendommen Beljov, Odojev en Vorotynsk en vroeg hun alleen om militaire hulp in het geval van conflicten.
Elk vorstendom geraakte onderverdeeld in dolnitsy (onderdelen) onder de erfgenamen van een vorstendom.
Door interne conflicten en onvrede met Litouwen richtten veel vorsten uit het gebied zich tot tsaar Ivan III van Moskou voor hulp. Deze begon zich intensief met het gebied te bemoeien en wist Litouwen in 1494 te dwingen tot een verdrag, waarmee het zijn aanspraken op het gebied opgaf en de vorstendommen werden ingelijfd bij Moskovië. De geslachten die de vorstendommen Odojev en Vorotynsk bestuurden, wisten zich nog tot 1573 te handhaven als oedely van Moskovië.

## Vorstendommen
De onderstaande vorstendommen zijn bekend:
| Naam                   | Periode            | Hoofdplaats (huidige naam) | Bijzonderheden |
| ---------------------- | ------------------ | -------------------------- | --- |
| Vorstendom Barjatin    | ± 1450 – 1504/1509 | Barjatinskaja              | zetel van het adellijke geslacht Borjatinski |
| Vorstendom Beljov      | ± 1425 – 1558      | Beljov                     | zetel van het adellijke geslacht Beljovski, dat al snel uitstierf                                                                                  |
| Vorstendom Karatsjev   | ± 1246 – 1360      | Karatsjev                  | zetel van het adellijke geslacht Chotetovski |
| Vorstendom Kozelsk     | ± 1235 – 1445      | Kozelsk                    | zetel van het adellijke geslacht Gortsjakov |
| Vorstendom Mosalsk     | ± 1350 – 1494      | Mosalsk                    | zetel van het adellijke geslacht Massalski |
| Vorstendom Mezetsk     | ± 1360 – 1504      | Mesjtsjevsk                | idem Vorstendom Taroesa |
| Vorstendom Mysjegodski | ± 1270 – 1488      | Mysjegda                   | |
| Vorstendom Novosil     | ± 1376 – ± 1425    | Novosil                    | zetel van het adellijke geslacht Odojevski. opgedeeld in 1425 in de vorstendommen Beljov, Odojev en Vorotynsk                                      |
| Vorstendom Obolensk    | ± 1270 – 1494      | Obolensk                   | zetel van het adellijke geslacht Obolenski, waaruit ook onder andere de adellijke geslachten Dolgoroekov, Lykov, Repnin en Sjtsjerbatov ontstonden |
| Vorstendom Odojev      | ± 1425 – 1547      | Odojev                     | |
| Vorstendom Peremysjl   | onbekend           | Peremysjl                  | idem Vorstendom Kozelsk |
| Vorstendom Taroesa     | 1246 – 1392        | Taroesa                    | zetel van het adellijke geslacht Mezetski |
| Vorstendom Vorotynsk   | ± 1425 – 1573      | Vorotynsk                  | zetel van het adellijke geslacht Volotynski |
| Vorstendom Zvenigorod  | ± 1340 – 1504      | Zvenigorod aan de Oka      | zetel van de adellijke geslachten Zvenigorodski en Nozdrevati                                                                                      |